# Niccolò Pandolfini
Niccolò Pandolfini (Florença, 19 de maio de 1440 - Pistoia, 17 de setembro de 1518) foi um cardeal do século XVI.

## Biografia
Nasceu em Florença em 19 de maio de 1440. De família patrícia. O mais velho dos cinco filhos de Giannozzo Pandolfini e Giovanna Valori. Ele também está listado como Pandolfi e como Caponibus. Pertenceu a uma das principais famílias do patriciado florentino. Seu pai havia sido embaixador da República junto ao rei de Nápoles em 1450; para a República de Veneza em 1454; e para a corte papal em 1455. Seu irmão, Pierfilippo, foi embaixador na corte papal em 1479; e foi nomeado Gonfaloniere em 1482.
Nos primeiros anos foi introduzido no círculo de jovens reunidos em torno do humanista Filippo di Ser Ugolino Pieruzzi. Mais tarde, frequentou a Universidade de Bolonha, dedicando-se ao estudo do Direito e iniciou a carreira eclesiástica.
Cânon do capítulo metropolitano de Florença, 1461. Clérigo da Câmara Apostólica, 1462-1474. Escritor apostólico no pontificado do Papa Paulo II. O Papa Sisto IV encarregou-o da educação de seu sobrinho Giuliano della Rovere, futuro Papa Júlio II, nomeando-o preceptor nella pietà e nelle lettere (na piedade e nas letras).
Eleito bispo de Pistoia em 23 de dezembro de 1474. Consagrado (nenhuma informação encontrada). Governador de Benevento no pontificado do Papa Sisto V; confirmado pelo Papa Inocêncio VIII. Abade comendador de S. Zenóbio de Pisa. Sollicitaoris das cartas apostólicas, 21 de maio de 1513. Auditor do Papa Júlio II; ele também foi inscrito na família pontifícia. Por ter opiniões contrárias à vontade do Papa Júlio II, não foi promovido ao cardinalato por aquele pontífice
Criado cardeal sacerdote no consistório de 1º de julho de 1517; recebeu o chapéu vermelho e o título de S Cesareo, 6 de julho de 1517.
Morreu em Pistoia em 17 de setembro de 1518. Transferido para Florença e sepultado no túmulo de sua família na Abadia Fiorentina